# Монвале
Монва̀ле (на италиански: Monvalle; на ломбардски: Munval, Мунвал) е село и община в Северна Италия, провинция Варезе, регион Ломбардия. Разположено е на 226 m надморска височина, на източния бряг на езеро Лаго Маджоре. Населението на общината е 1944 души (към 2017 г.).